# Nokia X7
Nokia X7-00 — мультимедийный смартфон производства компании Nokia. Пресс-релиз состоялся 12 апреля 2011 в Эспоо, Финляндия.
Он также является преемником Nokia X6, который был предыдущим мультимедийным телефоном с сенсорным экраном, с аналогичными функциями и характеристиками в этой серии. X7-00 был вместе с Nokia E6. Это первый телефон серии X с платформой Nokia Symbian^3, и он поставляется с обновлением Anna.
Дата поступления в продажу — июнь 2011 года. Телефон был снят с производства спустя полгода в связи с многими недоработками и программными ошибками.

## Технические характеристики
Аппарат выполнен в форм-факторе моноблок. Для управления используется сенсорный экран, изготовленный по емкостной технологии.
Аппарат оснащён 8 Мп камерой без автофокуса, 2-кратное увеличение (цифровой зум) в режиме фотосъемки, 3-кратное увеличение (цифровой зум) в режиме видеосъемки.
Аппарат может подключаться к другим устройствам через High-Speed USB 2.0, Bluetooth 3.0 (EDR/A2DP/AVRCP) и Wi-Fi (IEEE 802.11b/g/n). В аппарате совмещенный порт 3,5 мм TRS «мини-джек» / video-out jack. С помощью специального кабеля (например, Nokia video-out cable CA-75U) телефон может транслировать видео на другие устройства. Разъем micro-USB поддерживает зарядку.
В аппарате используется Li-Ion-аккумулятор Nokia BL-5K емкостью 1200 мА·ч.
В комплект поставки входят:
- Nokia X7
- Встроенный аккумулятор (BL-5K)
- Зарядное устройство (AC-10E)
- USB-кабель (CA-179)
- Проводная стереогарнитура Nokia WH-701
- Карта памяти Nokia microSDHC MU-43 8 ГБ (установлена в устройство)
- Инструкция
- Mini DVD

### Характеристики
- WCDMA
- Размер: 119,7 × 62,8 × 11,9 мм
- Дисплей: 4,0-дюймовый; AMOLED, 16 миллионов цветов
- Разрешение экрана: 640x360 пикселей (184ppi)
- Емкостный сенсорный экран, устойчивый к царапинам
- Встроенный и вспомогательный GPS
- Беспроводная локальная сеть (Wi-Fi)

## Другие услуги, функции или приложения
- Календарь, Контакты, Музыкальный проигрыватель, Интернет, Обмен сообщениями, Фото, Видео, Веб-ТВ, Просмотр офисных документов, Почта и Радио
- Услуги OVI: магазин Ovi, карта Ovi, пакет Nokia Ovi, Nokia Ovi Player

### Время работы
- Время разговора: до 6 часов 30 минут
- Время ожидания: до 450 часов
- Воспроизведение музыки: до 50 часов
- Воспроизведение видео: до 20 часов

## Ссылки

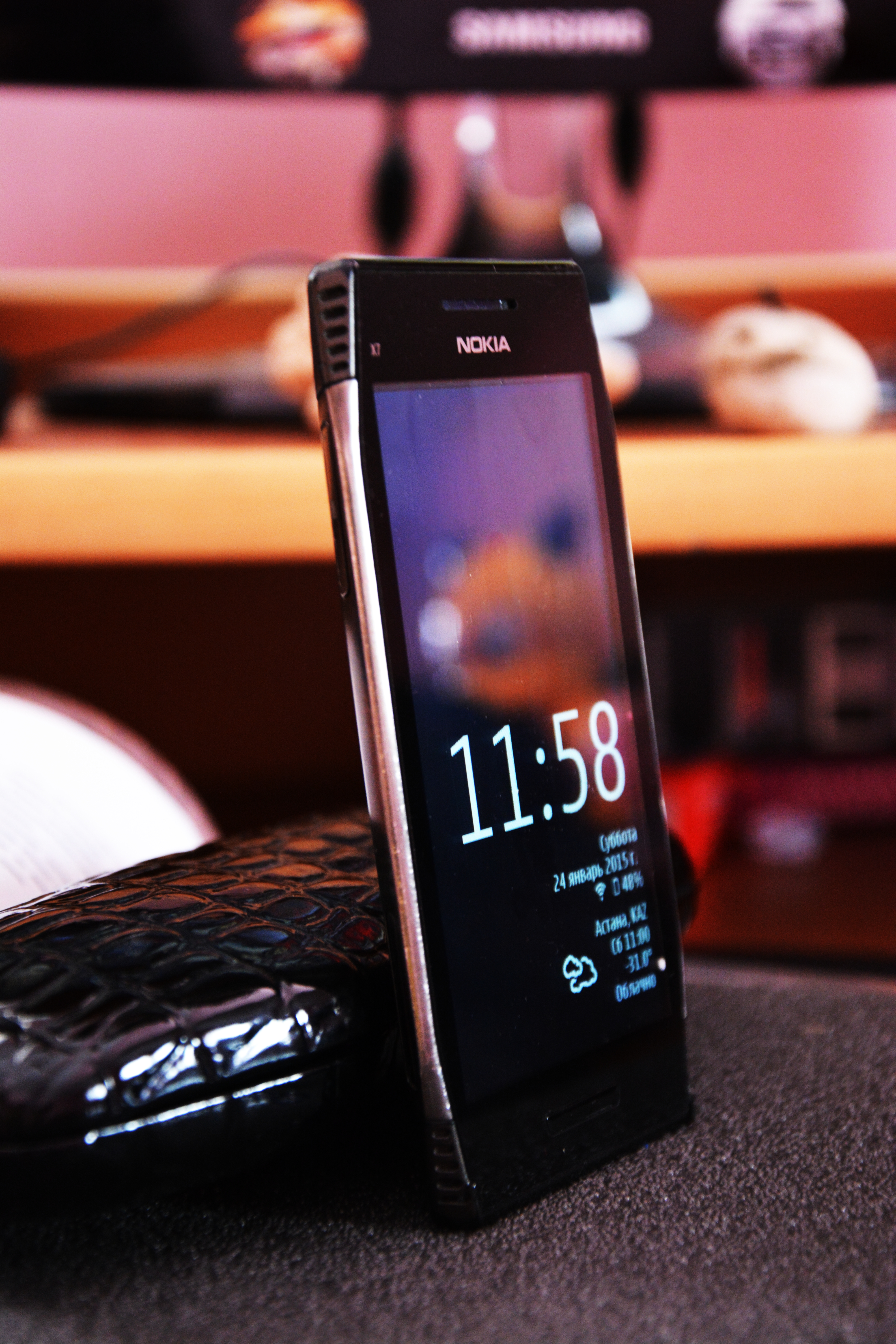

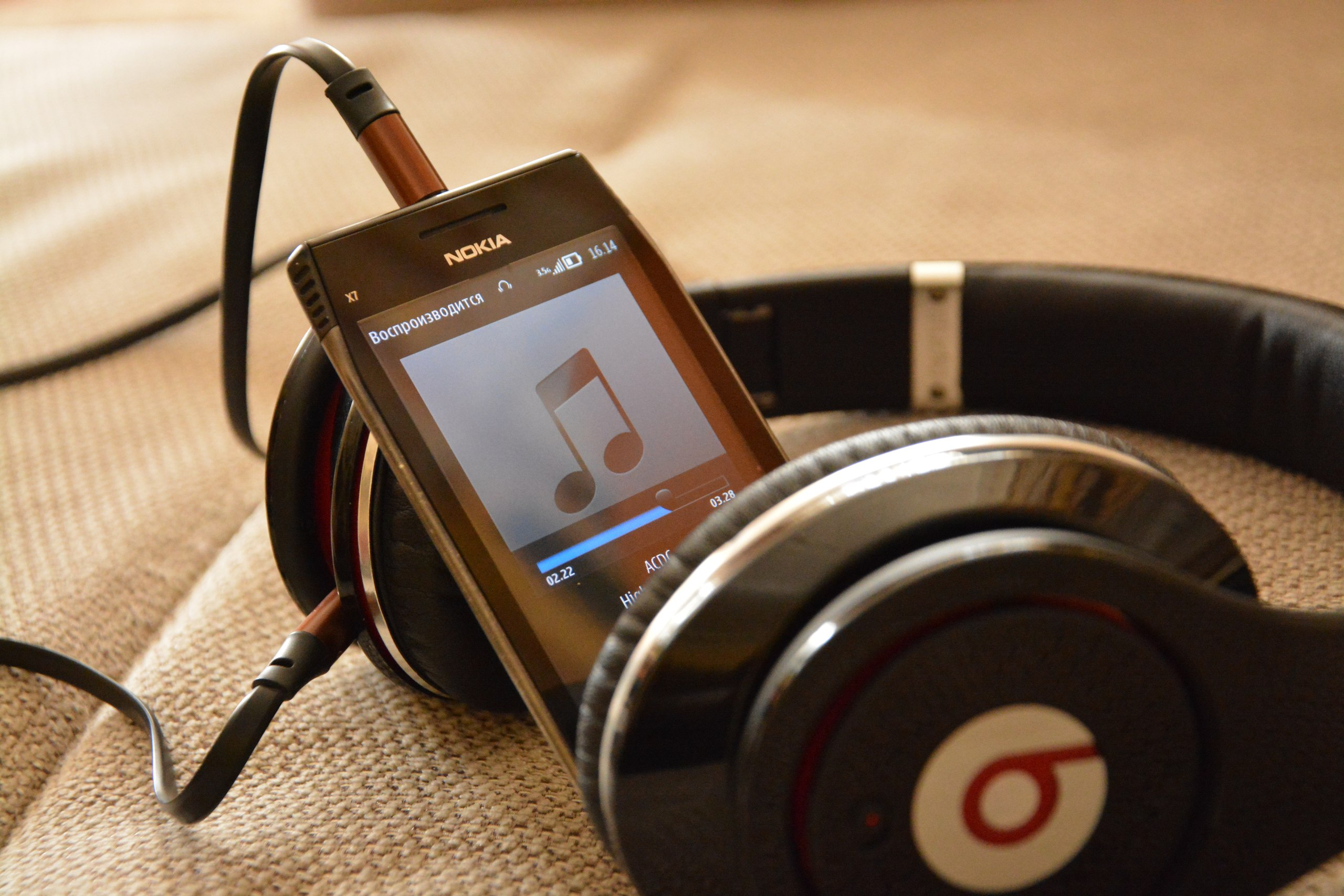